# Garbagnate Milanese
Garbagnate Milanese település Olaszországban, Lombardia régióban, Milánó megyében. Lakosainak száma 26 793 fő (2023. január 1.). Garbagnate Milanese Arese, Bollate, Caronno Pertusella, Cesate, Lainate és Senago községekkel határos.

## Népesség
A település lakossága az elmúlt években az alábbi módon változott:
| Lakosok száma | 27 152 | 27 226 | 27 155 | 26 793 |
|               | 2013   | 2017   | 2018   | 2023   |